# Femi Benussi
Femi Benussi (eigentlich Eufemia Benussi, * 4. März 1945 in Rovigno, Istrien (heute: Kroatien)) ist eine italienische Schauspielerin.

## Leben
Benussi begann ihre schauspielerische Karriere am Volkstheater ihrer Geburtsstadt. Nach einer privaten Trennung zog sie 1965 nach Rom und wurde von Regisseur Massimo Pupillo entdeckt, für den sie zunächst als Femy Martin auftrat; sie war in ihren 80 Rollen vor allem in B-Filmen, darunter zahlreichen Spaghetti-Western, nach dem 1968 entstandenen Samoa, regina della giungla vor allem in Sex-Filmen und Giallos, in denen sie ihren Körper präsentieren durfte, zuhause. Zudem spielte sie 1966 in ihrem einzigen künstlerisch anspruchsvollen Film, Pier Paolo Pasolinis Große Vögel – kleine Vögel, sowie in einigen Komödien von Franz Antel (Frau Wirtin hat auch einen Grafen, Frau Wirtins tolle Töchterlein) und neben Dean Reed in Harald Philipps Blonde Köder für den Mörder. Bis 1977 war ihr Arbeitspensum bemerkenswert; ihre letzte Rolle hatte Benussi 1983 in Corpi nudi.

## Filmografie (Auswahl)
- 1965: Scarletto – Schloß des Blutes (Il boia scarlatto)
- 1966: Drei Pistolen gegen Cesare (Tre pistole contro Cesare)
- 1966: Große Vögel, kleine Vögel (Uccellacci e uccellini)
- 1967: Django – unersättlich wie der Satan (Un hombre vino a matar)
- 1967: Nato per uccidere
- 1967: Die Zeit der Geier (Il tempo degli avvoltoi)
- 1968: El Zorro (El Zorro)
- 1968: Frau Wirtin hat auch einen Grafen
- 1968: Die Platinbande (The Biggest Bundle of Them All)
- 1968: Radhapura – Endstation der Verdammten
- 1968: Requiem für Django (Réquiem para el gringo)
- 1968: Tödliches Erbe (Omicidio per vocazione)
- 1969: Blonde Köder für den Mörder
- 1969: Poppaea – Die Kaiserin der Gladiatoren (Le calde notti di Poppea)
- 1969: Quintana – Er kämpft um Gerechtigkeit (Quintana)
- 1970: Die Bestie (La belva)
- 1970: Red Wedding Night (Il rosso segno della follia)
- 1971: Unerbittlich bis ins Grab (Se t'incontro t'ammazzo)
- 1972: Dein Vergnügen ist auch mein Vergnügen (Il tuo piacere è il mio)
- 1972: Der Ritt zur Hölle (I sette del gruppo selvaggio)
- 1972: Schön, nackt und liebestoll (Rivelazioni di un maniaco sessuale al capo della squadra mobile)
- 1972: Poppea, die Hure von Rom – Messalina II (Poppea, una prostituta al servizio dell'impero)
- 1973: Frau Wirtins tolle Töchterlein
- 1973: Paolo – der Heiße (Paolo il caldo)
- 1973: La ragazza di Via Condotti
- 1975: Flash Solo (Il giustiziere sfida la città)
- 1975: Der geheimnisvolle Killer (Nude per l'assassino)
- 1975: In meiner Wut wieg’ ich vier Zentner (Là dove non batte il sole)
- 1975: Eine Jungfrau in Blue Jeans (Una vergine in famiglia)
- 1975: Verführung einer Nonne (La novizia)
- 1976: Die frechen Teens drehen ein neues Ding (Classe mista)
- 1976: Romeo, der tolle Stier (Un toro da monta)
- 1976: Schlitzohren im Manöver (La campagnola belle)
- 1978: Isola meccanica
- 1980: Il viziaccio
- 1982: Frau Doktor kann’s nicht lassen (Pierino aiutante messo comunale… praticamente spione)
- 1983: Mizzzzica… ma che è proibitissimo?
- 1983: Corpi nudi